# انقباض تكززي
الانقباض التكززي (بالإنجليزية: Tetanic contraction)‏ (من الكزاز) هو تشنج يُصيب العضلات عندما يتم تحفيزها بشكل متلاحق، بحيث ينتج عن تكرار التحفيز انقباض متواصل للألياف العضلية، يحدث التكزز في العضلات الهيكلية بسبب قِصر فترة الحِران فيها، مما يسمح بالتحفيز المتكرر.

## التفسير الوظيفي
يحدث انقباض العضلات وبخاصة العضلات الهيكلية إرادياً عند وصول أمر الانقباض من الأعصاب على شكل كمون فعل. يؤدي كمون الفعل إلى إدخال كاتيونات الصوديوم إلى داخل الخلية عبر الغشاء الخلوي، مما يؤدي إلى رفع مستوى الكالسيوم داخل الخلية، مما يؤدي لانقباض الألياف العضلية، ومن ثَمّ انقباض العضلة. تحتاج الخلية العضلية إلى فترة لإعادة تركيز الأيونات إلى الوضع الأصلي، خلال هذه الفترة تكون الخلية غير قابلة للتحفيز، يُدعى هذا بدور الحران. يبلغ طول دور الحِران في العضلات الهيكلية 1-3 ميللي ثانية، وهي مدة تعتبر بالقصيرة إذا ما قورنت بمدة الانقباض الناجم عن تحفيزها (2-4 ميللي ثانية). هذا يعني أن الخلية المنقبضة يمكن تحفيزها لتعود للانقباض، بل يمكن تحفيزها أثناء الانقباض لتستمر بالانقباض؛ وهو ما يُعرف بالتكزز.
بحسب اختلاف تردد التحفيزات المؤثرة على العضلات، يمكن التفريق بين:
- الانقباض المتكرر، ويحدث في الترددات المنخفضة <5 هرتز، حيث تتمكن العضلة من الانبساط التام بين الانقباضات المتكررة.
- تكزز غير تام، ويحدث في ترددات> 5 و<10 هيرتز، حيث تتكاتف التحفيزات مُحدثةً توترات عضلية، ولكن يمكن تمييز الانقباضات المتكاتفة.
- تكزز تام ويحدث في الترددات> 10 هيرتز، حيث تندمج الانقباضات محدثةً انقباضاً واحداً يُدعى بالتكزز التام، وهو ما يحدث في مرض الكزاز.

|                                                  |                                            |                                                                        |
| تحفيز متكرر للعضلة، بتردد يسمح للعضلة بالانبساط. | تحفيز أسرع للعضلة، بحيث يحصل تكزز غير تام. | تحفيز بتردد عالي للعضلة، يتسبب في تشنج (انقباض مستمر) للألياف العضلية. |

## عضل القلب
عضل القلب غير قابل للتكزز بسبب طول دور الحِران فيه، فلا تكون العضلة القلبية مهيأة للانقباض إلا بعد انقضاء دور الحران المطلق هناك، وهو أطول من فترة الانقباض، مما يحمي العضلة القلبية من التكزز.